# 82. Infanterie-Division (Wehrmacht)
La 82. Infanterie-Division fu una divisione dell'esercito tedesco attiva durante la seconda guerra mondiale che venne formata nel 1939 e partecipò all'Invasione tedesca del Belgio, all'Invasione tedesca dei Paesi Bassi, alla Campagna di Francia e a partire dal 1942 venne schierata lungo il Fronte Orientale dove venne distrutta nel 1944.

## Storia
Formazione, Campagna di Francia e occupazione dei Paesi Bassi
La divisione venne costituita il 1º dicembre 1939 nell'area di addestramento militare di Hammelburg e Wildflecken ed era equipaggiata con equipaggiamento e armi ceche. La divisione a partire dal 5 maggio 1940 partecipò alla Campagna di Francia, marciando sul Lussemburgo ed il Belgio a Vianden, Wiltz e Neufchâteau verso Charleville, arrivata lì occupò anche Rethel, Châlons-sur-Marne, Tours e Langres. La divisione fu mandata in congedo a Wildflecken dall'agosto 1940 al febbraio 1941, quando venne utilizzata come forza di occupazione nei Paesi Bassi, nell'area di Breda, Rotterdam, Dordrecht, Utrecht e Haarlem, per dare il cambio alla 197. Infanterie-Division; a partire dal 25 agosto 1941 alla divisione venne assegnata l'area intorno alle città di Alkmaar, Groningen, Velsen, Leida e Den Helder per la protezione delle coste.
Fronte Orientale e distruzione
Nel maggio 1942 la divisione fu trasferita sul fronte orientale, nell'area a est di Kursk, prese parte all'attacco a Voronezh, ad operazioni difensive nell'area del fiume Shchigor e poi ad operazioni offensive nell'area del fiume Tim fino alla fine di giugno, quando venne schierata a nord di Kastornoye, dove fu circondata dall'Armata Rossa. 
Nella seconda metà di marzo 1943 la divisione prese posizione nella zona a nord di Rylsk e difese quest'area fino a giugno, durante questo periodo, prese parte alle operazioni nella parte settentrionale di Kursk, nell'area di Sumy. Dopo queste operazioni iniziarono le battaglie di ritirata a seguito delle controffensive condotte dall'Armata Rossa; la divisione era in difesa nella zona a nord di Rylsk da giugno ad agosto 1943 e rimase in difesa nelle aree di Gluchow, Konotop, Jagotin e Kiev dal 16 settembre all'ottobre 1943. 
Successivamente continuò a ritirarsi verso il Dnepr; ci furono pesanti combattimenti vicino a Vyshhorod, vicino alla foce del Desna. Il 3 novembre la divisione si venne spostata a sud di Kiev, nell'area vicino a Kopachiv.  Da gennaio a marzo 1944 combatté nell'area di Kamenets-Podolsk, lì fu circondata nell'aprile 1944 nella sacca di Hube, dove gran parte della divisione fu fatta prigioniera; i resti della divisione furono assorbiti nella 254. Infanterie-Division.

## Ordine di battaglia
- Infanterie-Regiment 158
- Infanterie-Regiment 166
- Infanterie-Regiment 168
- Artillerie-Regiment 182
- Pionier-Bataillon 182
- Feldersatz-Bataillon 182
- Füsilier-Bataillon 182
- Panzerabwehr-Abteilung 182
- Infanterie-Divisions-Nachrichten-Abteilung 182
- Infanterie-Divisions-Nachschubführer 182[1]

## Decorazioni
Alcuni soldati della 82. Infanterie-division furono premiati per le loro azioni in guerra:
- Croce Tedesca
  - in oro: 5
- Croce di Cavaliere della croce di ferro: 5

## Comandanti
- Generalleutnant Josef Lehmann (1º dicembre 1939 - 1º aprile 1942)
- General der Infanterie Friedrich Hoßbach (1º aprile 1942 - 6 luglio 1942)
- Generalleutnant Alfred Bäntsch (6 luglio 1942 - 31 gennaio 1943)
- Generalleutnant Karl Faulenbach (31 gennaio 1943 - 15 marzo 1943)
- Generalleutnant Walter Heyne (15 marzo 1943 - aprile 1943)
- Generalleutnant Friedrich-August Weinknecht (aprile 1943 - maggio 1943)
- Generalleutnant Walter Heyne (maggio 1943 - 10 maggio 1944)[1]